# تیتوس (پروژه)
تیتوس (به آلمانی: TITUS; "Thesaurus Indogermanischer Text- und Sprachmaterialien") پروژه‌ای است از دانشگاه گوته فرانکفورت که توسط پروفسور یوست گیپرت نگهداری می‌شود. هدف این پروژه جمع‌آوری اطلاعات پیرامون زبان‌های هندواروپایی و بهبود همکاری میان پژوهشگران است.
همهٔ مشارکت‌کنندگان به مطالب دسترسی دارند و دسترسی به برخی پرونده‌ها آزاد است.
این پروژه همچنین با همکاری شرکت بیت‌استریم قلم یونی‌کد ۴٫۰ TITUS Cyberbit Basic را ارائه کرده‌است که برای مصارف غیرتجاری آزاد است.